# Galeopsomyia fausta
Galeopsomyia fausta är en stekelart som beskrevs av Lasalle 1997. Galeopsomyia fausta ingår i släktet Galeopsomyia och familjen finglanssteklar.
Artens utbredningsområde är:
- Colombia.
- Honduras.
- Nicaragua.
- Puerto Rico.
- Spanien.

Inga underarter finns listade i Catalogue of Life.